# 北条氏康
北条 氏康（ほうじょう うじやす）は、戦国時代の武将。相模国の戦国大名。後北条氏第2代当主・北条氏綱の嫡男として生まれる。後北条氏第3代目当主。母は氏綱の正室の養珠院。姓名は平氏康。
関東から山内・扇谷両上杉氏を追うなど、外征に実績を残すと共に、武田氏・今川氏との間に甲相駿三国同盟を結んで関東を支配し、上杉謙信を退け、後世につながる民政制度を充実させるなど、政治的手腕も発揮した。後北条氏当主として19年間、隠居後も後継者である第4代当主北条氏政との共同統治を12年間続け、30年以上にわたって後北条氏を率いた。

## 生涯

### 誕生から家督相続まで
後北条初代として扱われる伊勢宗瑞（北条早雲）が存命中の永正12年（1515年）、第2代当主・北条氏綱（当時は伊勢氏綱）の嫡男「伊勢伊豆千代丸」として生まれる。3歳であった永正15年（1518年）2月8日、宗瑞から護符と太刀及び置文を授けられ、将来の後継者として位置づけられる。4歳の時に祖父・宗瑞が死去。9歳の頃から父・氏綱は北条氏を名乗るようになる。ただし、当初「北条」の名乗りを用いたのは、氏綱のみであったらしく、大永5年（1525年）8月に飛鳥井雅綱から蹴鞠伝授書を授けられた際に「伊勢伊豆千代丸」充で贈られている。元服は氏綱の左京大夫任官と同時期の享禄2年（1529年）年末の15歳の頃と見られている。北条氏を名乗ったのも元服をきっかけにしたと推測される。
享禄3年（1530年）、小沢原の戦いにおける初陣にて上杉朝興と戦い、これに大勝したと伝承されており（『異本小田原記』）、当時代史料の面からも事実に近いとされている。天文4年（1535年）8月の甲斐山中合戦、天文6年（1537年）7月の河越城攻略などに出陣して戦功を重ね、天文7年（1538年）の第一次国府台の戦いでは父と共に足利義明・里見連合軍と戦い、敵の総大将・小弓公方の足利義明を討ち取って勝利を収めた。
天文4年（1535年）もしくは翌5年（1536年）に又従兄弟にあたる今川氏親の娘を正妻に迎え、天文6年（1537年）には嫡男の西堂丸が誕生している。しかし、天文6年（1537年）2月に今川氏が北条氏と対立する武田氏と婚姻同盟を結んだことを知った氏綱はその月のうちに今川との同盟を破って駿河に侵攻している（第一次河東一乱）。天文6年（1537年）7月には父と共に鎌倉鶴岡八幡宮に社領を寄進し、同8年（1539年）6月には将軍・足利義晴から巣鷂（鷹の雛）を贈られている。
天文10年（1541年）7月17日に氏綱が死去したため、家督を継いで第3代当主となった。氏綱は死の直前の5月22日、5か条の訓戒状を残している。一説では天文7年（1538年）に氏綱が隠居して氏康に家督を譲り、後見していたとされる。また、氏綱は天文10年（1541年）の初夏には体調を崩して前述の訓戒状を残していることから、氏綱の隠居は死の直前であったとする説もある。天文7年（1538年）正月以降、氏康単独の発給文書が見られることから、実際の家督の問題は別として、当主継承に備えた準備が進められていたと推測することは可能である。
氏康が家督を継いだとされる天文10年（1541年）7月時点で、北条氏の領国は相模国・伊豆国の二国と武蔵国の一部（小机領・江戸領・河越領）と下総国の一部（葛西領）であり、その他従属国衆として上総国の真里谷家、下総国の千葉家、武蔵国の由井大石家と勝沼三田家、駿河国東部の御厨垪和家・葛山家・富士家の諸家が位置づけられた。

### 一大危機とその打開

#### 河東一乱と河越夜戦
天文10年10月、氏綱の死を知った山内上杉家・扇谷上杉家は連携して河越・江戸方面への侵攻を行った。しかし、氏康はこれを撃退して反対に武蔵北部の上杉領を攻撃している。しかし、天文の飢饉の中で、これ以上の攻撃は抑制し、翌天文11年（1542年）に入ると領内の検地を行って課税基準の見直しを行っている。しかし、同年に発生した真里谷家の内紛をきっかけに里見義堯との衝突が本格化し、一方で天文13年（1544年）正月には武田晴信（後の信玄）との和睦に踏み切るなど、対外的な情勢は複雑化することになった。
天文14年（1545年）7月、今川義元から和睦の提案を受けるが、合意に至らなかった。そこで、義元は関東管領・山内上杉憲政や扇谷上杉朝定（朝興の子）等と連携し、氏康に対し挙兵した。義元は、氏綱に奪われていた東駿河を奪還すべく攻勢をかけた。これを第2次河東一乱という。氏康は駿河に急行するものの、北条勢は武田軍の援軍を受けた今川軍に押され、吉原城・長久保城を自落させ、婚姻関係のある従属国衆の葛山氏が今川方に離反するなど、状況は不利であった。その在陣中、関東では山内・扇谷の両上杉氏が大軍を擁して義弟・北条綱成が守る河越城を包囲したという知らせが届き、東西から挟み撃ちにあった氏康は絶体絶命の危機に陥った。この窮状の中まずは片方を収めるべく、氏康は武田晴信の斡旋により、義元との和睦を模索。東駿河の河東地域を義元に割譲することで和睦する。後の武田氏を交えた甲相駿三国同盟の締結までは緊張が続いたが、その後は同盟関係を堅持し、駿河侵出はなかった。
一方、氏康の義兄弟（妹婿）であり、これまでは北条と協調してきた古河公方・足利晴氏が連合軍と密約を結び、河越城の包囲に加わった。およそ8万の連合軍に包囲された河越城は約半年に渡って籠城戦に耐えるものの、今川との戦いを収め関東に転戦した氏康の北条本軍は1万未満しかなく、圧倒的に劣勢だった。氏康は両上杉・足利陣に「これまで奪った領土はお返しする」との手紙を送り、長期の対陣で油断を誘った。そして翌天文15年（1546年）、氏康は城内の綱成と連携して、連合軍に対して夜襲をかける。この夜襲で上杉朝定は戦死し、扇谷上杉氏は滅亡した。また、上杉憲政は上野国平井に、足利晴氏は下総国に遁走した（河越夜戦）。「河越城の戦い」の内容に関しては、同時代史料が乏しく、研究の余地の大きい合戦ではあるものの、この戦いで北条氏側が勝利したことにより、氏康は関東における抗争の主導権を確保する。
しかし、今度は上杉氏との戦いで手一杯とみた里見氏が千葉氏を攻撃し始め、氏康が当時の里見氏の拠点であった佐貫城を攻撃すると、今度は扇谷上杉氏の遺臣である太田資正が松山城・岩付城を奪還した。氏康が太田資正と上田朝直を離間させて両者を降伏させたのは天文17年（1548年）正月のことであり、同年から翌年にかけて国峰小幡家・花園藤田家・深谷上杉家などを次々と山内上杉氏から離反させて北条氏の傘下に置くことに成功した。

#### 国中諸郡退転と公事赦免令
危機は軍事面だけではなかった。河越夜戦の後しばらくの間、領地経営は遅滞した。特に天文18年（1549年）に関東で発生した大地震では被災した領民への対応が後手に回り、領国全域で農民が村や田畑を放棄しての逃亡が大規模に起こる「国中諸郡退転」という深刻な状況に陥ってしまったため、天文19年（1550年）4月付けで公事赦免令を発令した。これは伊豆から武蔵南部にまたがる領域に、直轄領・給人領の別なく朱印状を発給し、それまで雑多な徴収をされていた賦税課税の手順や対象や課税率を単純化・軽減化して税制改革すると共に、特定の賦役の廃止や免除、過去設定されていた諸税を撤廃、指定の債務を破棄するというものである。この発布により事態を収拾したが、これは北条氏が全領国規模で行った初めての徳政であった。
この「公事赦免令」は、目安制によって、中間管理者に対する農民の直訴をも認め、徴税や徴発の統一化による中間搾取の回避と共に、中間管理者に当たる領内の中小規模の旧支配層の権限縮小することで、関東の地付きではない北条氏の支配権の強化につながっていった。

### 河越夜戦後の関東攻防
天文19年（1550年）閏5月、古河公方足利晴氏との関係悪化を受けて、晴氏室となっていた妹の芳春院とその所生である梅千代王丸（後の足利義氏）を取り戻す工作を進め、翌天文20年（1551年）12月までに、両者を北条領である下総葛西城に移すことに成功した。
天文19年（1550年）7月6日に足利義輝の命を受けて、里見義堯との仲介の労を取るために関東に下向した彦部雅楽頭に取り成しに満足した旨の手紙を送っている。
天文19年（1550年）に、上杉憲政の居城平井城を攻めたが、このときの攻略はならず、翌天文20年（1551年）に平井城を落とすことに成功し、憲政を厩橋城、さらに白井城へと追い詰め、天文21年（1552年）正月に憲政は越後守護代・長尾景虎（後の上杉謙信）の元に身を寄せることになった。しかし、翌天文21年（1552年）7月に長尾景虎の支援を得た憲政が武蔵北部まで入り、同調した諸氏に対し味方の赤井氏救援のため氏康が報復する事態まで起きた。
上野や武蔵以外にも常陸の佐竹氏、下野の宇都宮氏などの関東諸侯との敵対状況は続いていた。天文22年（1553年）4月には、真里谷武田氏を攻略していた里見氏を攻め始め、その中で内房正木氏が北条に下っている。天文23年（1554年）には古河城へ侵攻、2年前に公方の位を後北条氏の血を引く息子（氏康の甥）の足利義氏に譲った晴氏を秦野に幽閉。
弘治元年（1555年）、連年の攻撃によって、内房沿岸における里見軍の拠点の1つであった金谷城を攻略することに成功し、内房地域を制して里見氏を安房に追い込んだ。

### 三国同盟
先の河東一乱後の和睦はなったが、今川との関係は依然として緊迫した状況であり、天文17年（1548年）3月、氏康が織田信秀に宛てた返書（古証文写）の「一和がなったというのに、彼国（義元）からの疑心が止まないので迷惑している」という内容からもそれは見て取れる。
天文20年（1551年）8月頃より、武田・今川両氏との婚姻交渉を進め、氏康の娘を今川義元の嫡男に嫁がせ、武田晴信の娘を氏康の嫡男・西堂丸に嫁がせることになった。天文21年（1552年）正月頃、西堂丸は元服して新九郎氏親と名乗り、氏康は父・氏綱の官途名であった左京大夫を名乗った。ところが3月に入ると、氏親は病に倒れ、わずか16歳で死去してしまう。突然の事態により、氏康はやむなく次男の松千代丸を新たな後継者にすると共に武田晴信に対して婚約者の変更を申し入れた。翌天文22年（1553年）正月、氏康と晴信は婚約のやり直しに関する起請文を交わしている。一方、氏康と義元の間でも、氏康の娘が幼すぎる（天文21年時点で6歳）ということが問題視された。このため、氏康は当面の措置として実子の氏規を実質的に人質として、氏規にとっては外祖母にあたる寿桂尼に預けた。天正23年（1554年）正月頃、松千代丸は元服して新九郎氏政と名乗った。
一方「天文23年（1554年）、今川義元が三河国に出兵している隙を突いて再び駿河に侵攻するが、義元の盟友である武田晴信の援軍などもあって駿河侵攻は思うように進まなかった」といった後世に成立した北条の軍記物（『関八州古戦録』、『小田原五代記』）に描かれているような第3次河東一乱とみられる動きは、今川氏や武田氏・近隣国に関する同時代史料・軍記からは確認できず、先の興国寺領に関する旧説と遺跡・史料研究の齟齬からも、小和田哲男、有光友学、黒田基樹他、今川氏や後北条氏、武田氏の研究者による見解は否定的である。
天文23年（1554年）7月、今川氏の重臣・太原雪斎の仲介などもあって、娘・早川殿を今川義元の嫡男・今川氏真に嫁がせ、12月には、前年に婚約の成立していた武田信玄の娘・黄梅院を嫡男・氏政の正室に迎えることで、武田・今川と同盟関係を結ぶに至った（甲相駿三国同盟）。これにより背後の駿河が固まったことになり、主に武田氏と軍事的連携を強化し、関東での戦いに専念することになる。

### 上杉謙信との戦い
永禄2年（1559年）、氏康は次男で長嫡子の氏政に家督を譲って隠居した。「永禄の飢饉」という大飢饉が発生していたため、その責を取るという形で代替わりによる徳政令の実施を目的としていた。しかし隠居後も小田原城本丸に留まって「御本城様」として政治・軍事の実権を掌握しながら、氏政を後見するという、「ニ御屋形」「御両殿」と称される形体に移行した。
この頃、上野国内の上杉方（横瀬（由良）氏・上野斎藤氏・沼田氏など）をほぼ降伏させ、この時点では上野国の領国化に成功している。越後に対しては越後から上野への出入口・沼田に北条康元を置いて対抗した。
永禄3年（1560年）5月、今川義元が桶狭間の戦いにおいて織田信長に討たれたため、今川氏の勢力が衰退する。
同年、上杉謙信が「永禄の飢饉」の中の関東へ侵攻し、小田原城の戦いとなる。上杉憲政を奉じ、8,000の軍勢を率いて三国峠を越えた謙信は、各地で略奪を繰り広げながら、厩橋城・沼田城・岩下城・那波城など上野国の北条方の諸城を次々と攻略し、関東一円の大名や豪族さらには一部の奥州南部の豪族に動員をかける。これに対し、上総国の里見義堯の本拠地・久留里城を囲んでいた氏康は、包囲を解いて9月に河越に出陣、10月には松山城に入る。ここで主要な城へ籠城指示を出し、その後本拠地の小田原城に入城。籠城の構えをとった。
上杉連合軍には、上野国の白井長尾氏、総社長尾氏、箕輪長野衆、沼田衆、岩下斎藤氏、金山横瀬氏、桐生佐野氏。下野国の足利長尾氏、小山氏、宇都宮氏、佐野氏。下総の簗田氏、小金高城氏。武蔵国の忍成田氏、羽生広田氏、藤田衆、深谷上杉氏、岩付太田氏、勝沼三田氏。常陸国では、小田氏、真壁氏、下妻多賀谷氏、下館水谷氏。安房国の里見氏。上総国の東金酒井氏、飯櫃城山室氏といった『関東幕注文』の面々に加え、遅れて佐竹氏が参陣した。
これに対し、北条氏には上野国の館林赤井氏、武蔵国の松山上田氏。下野国の那須氏。下総の結城氏、下総守護千葉氏、臼井原氏。上総国の土気酒井氏。常陸国の大掾氏が組みし、玉縄城には北条氏繁、滝山城、河越城に北条氏堯、江戸城、小机城、由井城に北条氏照、三崎城に北条綱成、津久井城の内藤康行で等対抗した。
12月初旬、謙信は下総古河御所などを包囲。上野厩橋城にて越年し、永禄4年（1561年）2月に松山城、鎌倉を攻略。最終的に10万余りの連合軍を率い、氏康の本国・相模にまで押し寄せた。連合軍先陣は3月3日までには当麻に着陣。上杉方は14日に中郡大槻にて北条方・大藤氏と交戦。謙信勢も3月下旬ころまでに酒匂川付近に迫り（加藤文書・大藤文書他）、居城・小田原城を包囲した。『関八州古戦録』等の軍伝に於いては上杉軍の太田資正隊が小田原城の蓮池門へ突入するなど攻勢をかけ、対する北条軍は各地で兵站に打撃を与えて抗戦、この間、包囲は一ヶ月に及んだとも伝えられているが、同時代史料では上杉軍による城下への放火等は記されているものの（「上杉家文書」）、詳細は明らかになっておらず、前後の上杉軍や謙信の動きから包囲自体は1週間から10日間ほどであったという。
小田原城の防衛は堅く、当時関東では飢饉の続発していたため長期にわたる出兵を維持できず、佐竹氏など諸豪族が撤兵を要求し、一部の豪族は勝手に陣を引き払う事態となっていた（杉原謙氏所蔵文書）。
さらに氏康と同盟を結ぶ信玄が信濃国川中島に海津城を完成させ、信濃北部での支配域を広げることで、謙信を牽制。これらにより、謙信は小田原城から撤退、鎌倉に兵を引き上げ、閏3月に鶴岡八幡宮にて関東管領に就任した。この後、謙信は足利藤氏（義氏の庶兄）を公方として擁立。更に謙信は上杉憲政を関白・近衛前久と共に古河に入れると、武田氏に扇動された一向一揆が越中国で蜂起したこともあり、このときの小田原城の攻略を断念。早くも上杉軍から離反した上田朝直の松山城を再攻略し、各地で略奪・放火を行いながら、6月に越後国へ帰国した。他にも、関宿城等の城が北条氏から離脱したが、玉縄城、滝山城、河越城、江戸城、小机城、由井城、三崎城、津久井城等は攻勢を耐え切った。
以降の永禄年間、上杉謙信は、作物の収穫後にあたる農業の端境期である冬になると関東に侵攻し、氏康は北条氏と上杉氏の間で離脱従属を繰り返す国衆と、戦乱と敵軍の略奪による領国内の荒廃といった、その対応に追われることなる。
永禄4年の謙信帰国の直後には、関東管領就任式時に北条下から離脱していた下総国の千葉氏・高城氏が再帰参したが、氏康は謙信の帰陣前の6月から、既に上杉氏に奪われた勢力域の再攻略を試みていた。9月には武蔵国の三田氏を攻め滅ぼし、その領国は氏照に与えられた。次に氏邦が家督を継いでいた藤田氏の領国のうち、敵に応じていた秩父日尾城、天神城を攻略し、武蔵北部を奪還した。
さらに武蔵国の小田氏・深谷城の上杉憲盛をも再帰参させ、上野国の佐野直綱と下野国の佐野昌綱を寝返らせることに成功したが、昌綱の方はその後まもなく謙信に降伏している。氏康は武蔵国へ軍勢を派遣し、11月27日の生野山の戦いで、第四次川中島合戦直後の上杉勢を破り上野国まで後退させると（内閣文庫所蔵・小幡家文書、出雲桜井文書、相州文書）、そのまま上野武蔵境まで進軍して、秩父高松城を降伏させ、氏邦の領国の回復を成させた。
上杉勢は古河城を、公方宿老の簗田晴助に任せるとの書状を出して軍を引き上げていたが、12月には近衛前久は由良成繁に古河城の苦境を伝えている（『古簡雑纂』）。古河城を追われた義氏は、北条氏によって上総佐貫城に移された。
永禄6年（1563年）には武田氏の援軍を得たこともあって、氏康は松山城や上野厩橋城を攻略。さらに下野の小山氏を寝返らせ、その後は古河城をも攻略し、謙信が古河公方として擁立した足利藤氏を捕らえた。これに対し謙信も反撃、三国峠を越えて上野・武蔵・下野・常陸・下総へ侵攻。厩橋城や古河城を奪還し、成田氏・小山氏・結城氏・小田氏を降伏させる等、北条方の諸城を攻略するが、両軍ともに支配権を安定させるまでには至らず、一進一退の攻防が続いた。
永禄6年頃、弟の北条氏堯を失っている。もう1人の弟である北条為昌も既に天文11年（1542年）に失っており、後世の系譜では氏康の子供と記録されている種徳寺殿（小笠原康広に嫁ぐ）および氏忠・氏光兄弟について、実際にはそれぞれ為昌と氏堯が実の父親で、氏康が養子女として引き取ったものが忘れられたとみられている。

### 関東の戦い・隠居期
永禄7年（1564年）、里見義堯・義弘父子と上総国などの支配権をめぐって対陣する（第二次国府台の戦い）。北条軍は兵力的には優勢であったが、里見軍は精強で一筋縄にはいかず、北条軍は遠山綱景などの有力武将を多く失った。しかし氏康の攻勢により里見軍は敗れて安房国に撤退した。
それに先だって、永禄8年（1565年）8月、氏康は成田氏の忍城攻撃の際に、自らの出陣がこれが最後になることを告げた。また、永禄9年（1566年）5月頃に朝廷から相模守への任官を受けると、これまで用いていた官途名・左京大夫を氏政に譲っている。また、「武栄」と刻まれた独自の朱印を作成し、氏政が出陣などで不在で氏康が代わりに政務を決裁した時にはこの印を用いることとした。
永禄9年（1566年）以降は実質的にも隠居し息子達に多くの戦を任せるようになる。関東において優勢に戦いを進めており、氏政も成長しつつあったためである。これ以降は「武榮」の印判を用いての役銭収納、職人使役、息子達の後方支援に専念するようになる。この前後から氏政は左京大夫に任官し、氏康は相模守に転じている。家臣への感状発給もこの時期に停止し、氏政への権力の委譲を進めている。

### 武田信玄との戦い
永禄11年（1568年）、義元没後の今川氏の衰退を受けて、従来の外交方針を転換させた武田信玄が駿河侵攻を行ったことにより、三国同盟は破棄された。今川軍は武田軍に敗北、さらに徳川軍の侵攻を受けて掛川城に追い詰められる。北条家は娘婿の今川氏真を支援をする方針を固め、氏政が駿河に出兵、薩多峠にて武田軍と対峙する。氏康は信玄が徳川の不信を買ったことを利用し徳川との密約を結び、駿河挟撃の構えをとった。さらに富士信忠が大宮城に攻撃を仕掛けた武田軍を退けたことにより、信玄はこの状況での駿河防衛は困難と判断、一旦駿河国から軍を退き甲斐国へと退却した。北条氏は興国寺城、葛山城、深沢城など東駿河を奪取した。氏康と信玄の敵対関係は決定的となり、甲相同盟は破綻した。
氏康は、西に武田氏、北に上杉氏、東に里見氏と3方向を敵勢力に囲まれる危機的状況に陥る。この苦境を乗り切るべく駿河出兵を決めると同時に、上杉氏との同盟交渉を開始(大石氏照書状)。この頃、西上野一円は武田領化しており、謙信の上野における支配域は沼田と厩橋など主に東上野のみとなっていた。さらに謙信の目は越中国に向けられていた。謙信は当初、討伐対象であった北条氏との同盟に乗り気でなかったが、家臣の説得もあり態度を軟化。既に纏まっていた今川家と上杉家の同盟に乗る形で交渉を始め、謙信の旧臣・由良成繁を仲介役に、石巻天用院を使者として、永禄12年（1569年）に上杉謙信との同盟である越相同盟を結んだ。これにより謙信は氏康の甥である足利義氏を関東管領の主である古河公方として、また氏康・氏政は、謙信を公方の執事たる関東管領職であるとお互いに認め、上野・武蔵北辺の一部の上杉氏領有を認める代わりに、謙信に北条氏による相模・武蔵大半の領有を認めさせた。北条方は氏康の実子・三郎（後の上杉景虎）、上杉方は謙信の家臣・柿崎景家の実子・晴家が人質とされた。
この越相同盟は、両家の停戦という意味では成功を収めた。しかし同時に謙信に対する反北条派の里見氏や佐竹氏、太田氏といった関東諸大名・豪族の不信感を生み、彼らは上杉氏から離反し武田氏に与してしまった。さらに信玄が信長・将軍足利義昭を通じて越後上杉氏との和睦（甲越和与）を試み、同年8月には上杉・武田両氏の和睦が一時的に成立した。また上杉が甲越和与を解消した後も北条・上杉両氏による同盟条件の不調整・不徹底のため、北条・上杉両軍の足並みは乱れることが多かった。
永禄12年（1569年）9月、武田軍が武蔵国に侵攻する。これに対し、鉢形城で氏邦が、滝山城で氏照が籠城し武田軍を退け、武田軍はそのまま南下、10月1日には小田原城を包囲する。しかし氏康が徹底した籠城戦をとり、武田軍にも小田原城攻略の意図はなかったため、わずか4日後、城下町に火を放ったのち撤退する。氏康は撤退する武田軍に対し挟撃を謀り、氏政を出陣させるが、荷を捨て身軽になってまで迅速に行軍した武田軍に対して、氏政隊の追撃が間に合わず、本隊到着前に三増峠に布陣する氏邦・氏照隊が攻撃を開始し挟撃はならなかった。緒戦は優位に押したが、武田別働隊による高所からの奇襲を受け、加えて津久井城も武田方に抑えられて援軍が出陣できず、突破され敗退。武田家譜代家老の浅利信種を討ち取ったものの、武田軍の甲斐帰還を許す結果になった（三増峠の戦い）。その後、武田は再度駿河国に出兵、対する北条は里見氏の勢力回復や氏康の体調悪化に伴い、興国寺城・東駿河はかろうじて保つものの、駿河国での戦いは武田に押されていった。

### 最期
氏康は元亀元年（1570年）8月頃から中風とみられる病を得ており、8月初旬には鎌倉仏日庵で、氏康の病気平癒祈願の大般若経の真読が行われている。その頃、小田原城に滞在していた大石芳綱は、「風聞としてではあるが氏康の様子を、呂律が回らず、子供の見分けがつかず、食事は食べたいものを指差すような状態で、意志の疎通がままならず、信玄が豆州に出たことも分からないようだ」と記し伝えている。その後、12月には信玄の深沢城攻めの対応を指示ができるほどには快方に向かったが、明けて元亀2年に入ると氏康発給の文書は印判だけで花押が見られなくなる。そして元亀2年（1571年）5月10日を最後に文書の発給は停止されている。
そして10月3日、氏康は小田原城において死没した。享年57。戒名は大聖寺殿東陽宗岱大居士。
同年から、氏康は、かつて武田氏に通じていた北条高広を介して、武田信玄との和睦・同盟を模索していたといい、最後の務めとして氏政をはじめとする一族を集め、「上杉謙信との同盟を破棄して、武田信玄と同盟を結ぶように」と遺言を残したとされているが真偽は不明。また、死の半年前の4月には武田との再同盟の噂を危惧した謙信の詰問に対して、丁寧に弁明した上で再同盟はあり得ないことを伝えたとされている。氏康死後の12月27日、北条・武田は再同盟している。

## 人物

### 内政
- 北条氏の特色である領内の検地を徹底して行い、永禄2年（1559年）2月、氏康は大田豊後守・関兵部丞・松田筑前守の3人を奉行に任命し、家臣らの諸役賦課の状態を調査し、それを安藤良整が集成して『小田原衆所領役帳』を作成した。構成は各衆別（小田原衆、御馬廻衆、玉縄衆、江戸衆、松山衆、伊豆衆、津久井衆、足軽衆、他国衆、御家中衆など）計560名の家臣個々の所領の場所（領地）とその貫高（所領高）が記され、負担すべき馬、鉄砲、槍、弓、指物、旗、そして軍役として動員すべき人数が詳細に記載されている。これにより家臣や領民の負担が明確になり、家臣団や領民の統制がより円滑に行われるようになった[20]。
- 歴代同様に税制の改革にも熱心で領民の負担軽減などに尽力しており、在郷勢力から支持されている。それまでの諸点役と呼ばれる公事を廃止し、貫高の6%の懸銭を納めさせることにより、不定期の徴収から百姓を解放し、結果的に負担を軽減させた。同時に税が直接北条氏の蔵に収められる（中間搾取がなくなる）ことで、国人等の支配力が低下し北条氏の権力はより大きなものとなった。さらに棟別銭を50文から35文に減額し、凶作や飢饉の年には減税、場合によっては年貢を免除した。その他、一部では反銭や棟別銭を始め国役までも免除されていた地域も存在する（内閣文庫所蔵・垪和氏古文書）[20][21]。
- 領民の誰もが直接北条氏（評定衆）に不法を訴える事ができるよう目安箱を設置し、領民の支持を得ると同時に中間支配者層を牽制した。また、他大名に先駆け永楽銭への通貨統一を進め、撰銭令も出している[20]。
- 永禄2年（1559年）12月、代物法度を制定して、精銭と地悪銭の法定混合比率を規定する貨幣制度を実施、翌年に比率を改定し完成した[20]。
- 氏康の統治期は全国的に良質の永楽銭の不足や地悪銭の増加が顕著になりだした時期で、それによる税収不足を防ぐ為に、永禄7年（1564年）反銭を米で納める穀反銭を創設し、その為の公定歩合として、永楽銭100文を米1斗2-4升と定めた。翌永禄8年（1565年）には、棟別銭も2/3を麦、1/3を永楽銭で納める正木棟別の制度を創設し、麦の公定歩合を100文につき3斗5升と定めた。そして最終的には、永禄12年（1569年）に棟別銭と反銭を銭納から米穀等の物納に全面的に切り替え、財政の安定化を図っている。
- 地域ごとに違ったものを使用していた枡であったが、遠江の榛原枡を公定枡とし、領国内の度量衡を統一した[20]。
- 氏康の功績としては、独自の官僚機構の創出もあげられる。例えば評定衆はその代表的なもので、領内の訴訟処理などを行っていた。構成員はおもに御馬廻衆を主体としていた。史料上の初見は弘治元年で、裁許状は現在50例ほどが確認されている[20]。
- 小田原の城下町のさらなる発展のため全国から職人や文化人を呼び寄せ大規模な都市開発を行い清掃にも気を配り、その結果、小田原の城下町は東の小田原・西の山口と称される東国最大の都市となった。上水道（小田原早川上水）を造り上げ、町はゴミ一つ落ちていないとまで評されるほどの清潔な都市であった[20]。その小田原の様について、天文20年に小田原に来訪した京都南禅寺の僧である東嶺智旺は、「町の小路数万間、地一塵無し。東南は海。海水小田原の麓を遶る」（『明叔禄』）と記している[20]。また、氏康在世時の小田原は寺院の建立も活発であった様子が残されている[20]。
- 殆どの文書に虎の印判を使用し行政の効率を高めた。同時期の戦国大名と比較して最も割合が多い。配下などに対して花押を用いずに印判状を用いる行為は効率と引き換えに反発を招く恐れもあった。それを押さえ込めるだけの権威と軍事力が氏康の代に備わったことを意味している。
- その他の施策として、職人使役のための公用使役制の採用や伝馬制の確立などがあげられる。北条氏の伝馬手形に押された伝馬専用印判（印文「常調」）の初見は永禄元年（1558年）であり、 この時期に北条氏の伝馬制が確立したとされている[20]。

### 教養・文化
- 教養・学問にも熱心で、三条西実隆から歌道の師事を受け、三略の講義を足利学校で受けた[46]。歌を詠ませれば著名な歌人さえも感心させた[46]。蹴鞠作法は権中納言・飛鳥井雅綱から伝授されている[46]。天文20年（1551年）4月、氏康に接見した南禅寺の僧・東嶺智旺はその傑物ぶりを「太守・氏康は、表は文、裏は武の人で、治世清くして遠近みな服している。まことに当代無双の覇王である」と高く評価している[46]。
- 後水尾天皇の勅撰と伝えられる『集外三十六歌仙』の30番に一首を採られている[47][48]。

### 逸話・伝承
- 12歳の頃、武術の調練を見ていて気を失った。気を取り戻すと「家臣の前で恥を曝した」として自害しようとしたが、家老の清水某が「初めて見るものに驚かれるのは当然で恥ではございません。むしろあらかじめの心構えが大切なのです」と忠言した。以後、氏康は常に心構えをわきまえて堂々としていたという（三浦浄心『北条五代記』）[要検証 – ノート]。
- 「三世の氏康君は文武を兼ね備えた名将で、一代のうち、数度の合戦に負けたことがない。そのうえに仁徳があって、よく家法を発揚したので、氏康君の代になって関東八ヶ国の兵乱を平定し、大いに北条の家名を高めた。その優れた功績は古今の名将というにふさわしい」と評価されている（『北条記』）。
- 後世成立の軍記の逸話としてであるが、夏に氏康が高楼で涼んでいると狐が鳴き、これを聞いた近習が「夏狐が鳴くを聞けば、身に不吉が起る」と告げたため、即興で歌を詠み、「きつね」を句によって分けた歌で凶を返したため、狐は翌朝に倒れて死んでいたという[49]。

小田原市谷津には、この夏狐の逸話を元亀元年とし、その後に狐の霊が北条の家臣に憑いて、調伏された恨みから災いを起すと訴え、翌年に氏康が死んだことを祟りと考えた氏政が老狐の霊を祀って供養したという縁起を持つ「北条稲荷」が在る。
- 部下への教訓として「酒は朝に飲め」という言葉を残している。これは、寝る前の飲酒は深酒をしやすく、失敗につながりやすい、ということから。

三河東泉記では、戦国五雄の一人に選ばれている。（北条氏康、武田信玄、上杉謙信、織田信長、毛利元就）

## 系譜
- 父：北条氏綱
- 母：養珠院宗栄（氏姓不明）
- 兄弟
  - 北条為昌
  - 北条氏尭
- 姉妹
  - 大頂院殿（北条綱成室）
  - 浄心院（太田資高室）
  - 高源院（崎姫）（堀越六郎室）
  - 芳春院殿（足利晴氏室）
  - ちよ（葛山氏元室）
  - 蒔田殿（吉良頼康室）
  - 香沼姫
- 妻
  - 正室：瑞渓院（今川氏親娘）
  - 側室：遠山康光室の姉妹
  - 側室：松田殿（松田憲秀娘）
- 息子
  - 長男・北条氏親
  - 次男・北条氏政
  - 三男・北条氏照（大石定久養子）
  - 四男・北条氏規
  - 五男・北条氏邦（藤田康邦養子）
  - 六男・北条三郎（上杉謙信養子、上杉景虎）
- 娘
  - 長女・七曲殿（北条氏繁室）
  - 次女・尾崎殿（千葉親胤室）
  - 三女・長林院殿（太田氏資室）
  - 四女・早川殿（蔵春院殿）（今川氏真室）
  - 五女・浄光院殿（足利義氏室）
  - 六女・桂林院殿（武田勝頼継室）
- 養子
  - 種徳院殿（実父は北条為昌、小笠原康広室）
  - 北条氏忠（実父は北条氏尭）
  - 北条氏光（実父は北条氏尭、佐野宗綱養子）
  - 鶴松院殿（実父は北条幻庵、吉良氏朝室）

## 主な家臣
- 北条幻庵
- 北条綱成
- 北条氏繁
- 北条康種
- 福島勝広
- 松田憲秀
- 松田康郷
- 遠山綱景
- 大道寺政繁
- 大道寺直次
- 垪和康忠
- 垪和氏続
- 安藤良整
- 富永直勝
- 上田朝直
- 上田憲定
- 上田長則
- 多目元忠
- 梶原景宗
- 清水康英
- 清水吉政
- 石巻康敬
- 猪俣邦憲
- 山角康定
- 板部岡江雪斎
- 風魔小太郎
- 北条綱高
- 大藤秀信
- 笠原綱信
- 笠原信為
- 笠原康勝
- 笠原照重
- 笠原政尭
- 間宮康俊
- 成田長泰
- 成田泰季
- 成田氏長
- 成田泰親
- 太田康資
- 藤田重利

## 北条分限帳（北条氏康時代前期）における衆
- 小田原衆 松田憲秀 以下33人 9202貫
- 御馬廻衆 山角康定 以下94人 8591貫
- 玉縄衆 北条綱成 以下18人 4381貫
- 江戸衆 遠山綱景・太田大膳・富永康景 以下77人 12650貫
- 河越衆 大道寺政繁 以下22人 4079貫
- 松山衆 狩野介（狩野康光?） 以下15人 3300貫
- 伊豆衆 笠原綱信・清水康英 以下29人 3393貫
- 津久井衆 内藤康行 以下59人 2238貫
- 諸足軽衆 大藤秀信 以下17人 2260貫
- 職人衆 須藤盛永 以下26人 903貫
- 他国衆 小山田信有 以下30人 3721貫
- 御家中衆
- 御家門方 足利義氏・北条長綱 5852貫
- 本光院殿衆 山中盛定 以下49人 3861貫
- 氏堯衆 北条氏堯 以下4人 1381貫
- 小机衆 北条時長 以下29人 3438貫
- 御家門方 伊勢貞辰 以下11人 1050貫

## 墓所

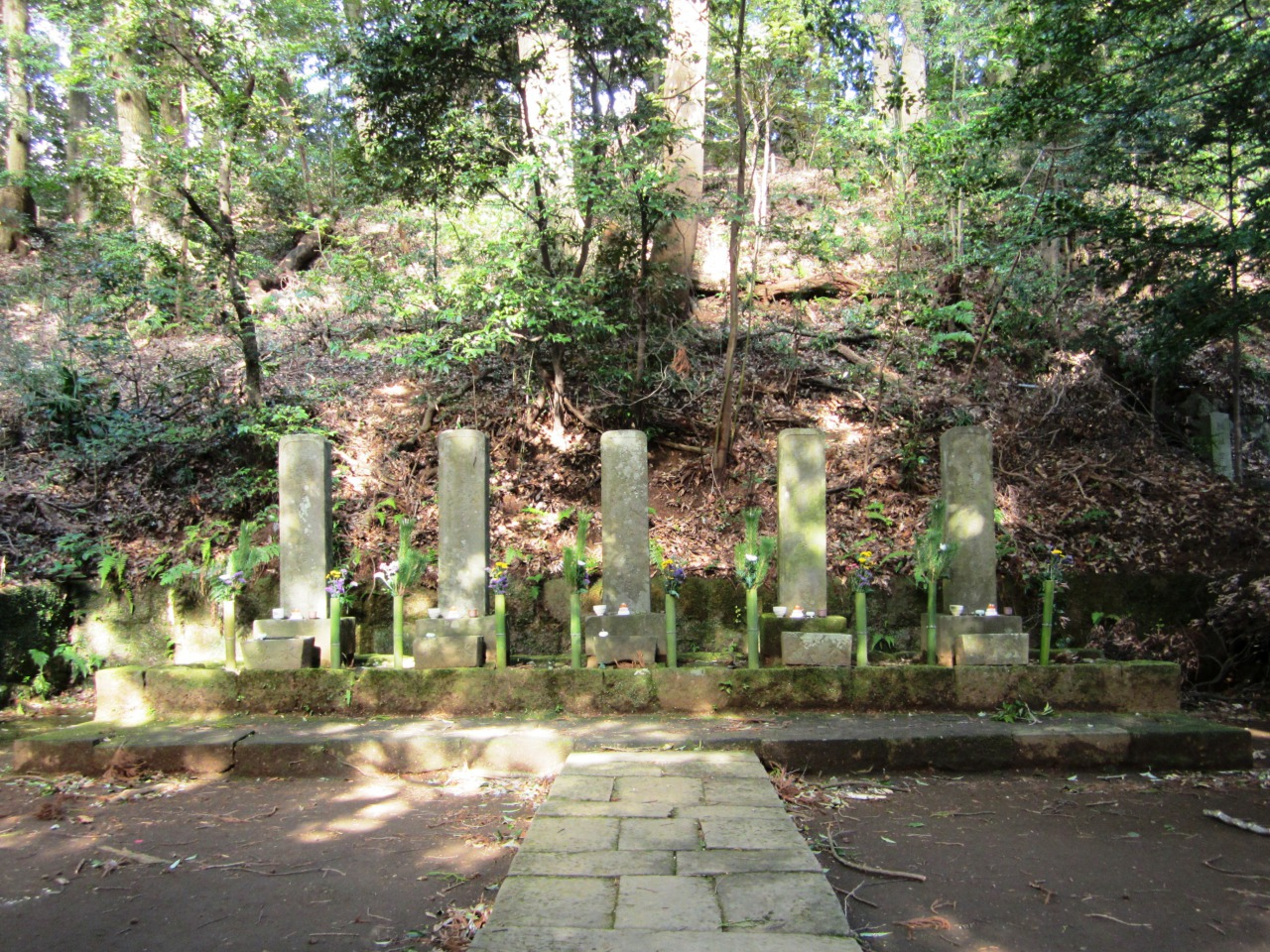
早雲寺の北条五代の墓。中央が氏康の墓。

神奈川県箱根町の金湯山早雲寺（現在の早雲寺境内に残る氏康を含めた北条5代の墓所は、江戸時代の寛文12年（1672年） に、北条氏規の子孫で狭山藩北条家5代目当主の北条氏治が、北条早雲の命日に当たる8月15日に建立した供養塔）。
氏康の本来の墓所は、広大な旧早雲寺境内の大聖院に葬られたが、早雲寺の全伽藍は豊臣秀吉の軍勢に焼かれ、氏康の墓所の位置は不明となっている。